# Caneca
Caneca war ein Volumenmaß in verschiedenen Landesteilen Argentiniens.
- 1 Caneca = 8 Frascos = 19 Liter

Die Maßkette war
- 1 Pipa = 6 Barrils = 24 Canecas = 192 Frascos = 384 Medios = 768 Quartos = 1536 Octavos
- 1 Barill = 32 Frasco = 76 Liter
- 1 Frasco/Flasche = 8 Octavos = 2,375 Liter